# Hossein-Ali Montazeri
Hossein-Ali Montazeri (persiska: حسین علی منتظری), född 1922 i Najafabad, provinsen Esfahan, Persien, död 19 december 2009 i Qom, var en iransk storayatollah, islamist, författare och aktivist. Han var en av ledarna för den islamiska revolutionen 1979. 
Under lång tid var Montazeri den som Ayatollah Khomeini tänkte sig som sin arvtagare på posten som Irans högste ledare. Han föll dock i onåd hos Khomeini, efter att han kritiserat avrättningarna av politiska fångar 1988 och andra brott mot mänskliga rättigheter. 
Han kritiserade också Khomeinis dödsdom mot författaren Salman Rushdie med orden "folk får uppfattningen att i Iran går allting ut på att mörda människor", vilket gjorde Khomeini ursinnig. Montazeris porträtt plockades ner från väggarna på regeringskontoren, han fick inte längre nämnas i radio och hans säkerhetsvakter drogs in. När Khomeini dog 1989 blev det inte Montazeri utan Ali Khamenei som expertrådet valde till ny högste ledare.
Montazeri har fortsatt sin kritik även mot Khameneis ledarskap. I december 1989 delade hans anhängare ut "hemliga brev" som ifrågasatte Khameneis kvalifikationer som ayatollah och ledare. Det iranska revolutionsgardet svarade med att föra bort Montazeri, förödmjuka honom och tvinga honom att bära sin nattmössa istället för sin vita turban.
I oktober 1997 placerades han i husarrest som pågick till 2003.
Han bodde i den heliga staden Qom, skrev många böcker och artiklar, och hade även en webbplats. Montazeri avled den 19 december 2009. 